# Verordnung über die Schifffahrt auf schweizerischen Gewässern
Die Verordnung über die Schifffahrt auf schweizerischen Gewässern, Kurztitel Binnenschifffahrtsverordnung, abgekürzt BSV, regelt die Schifffahrt auf schweizerischen Gewässern. Die Verordnung ist vergleichbar mit der Verkehrsregelnverordnung für die Strasse und bestimmt die Verkehrsregeln für Schiffe sowie die Zulassungsvorschriften für solche und für Schiffsführer. Die Verordnung gilt grundsätzlich auf allen schweizerischen Gewässern (Art. 1) inklusive der Grenzgewässer (Genfersee, Luganersee, Lago Maggiore), faktisch aber nicht für den Bodensee, denn dort wurde durch eine internationale Vereinbarung die Bodensee-Schifffahrtsordnung (BSO) erlassen. Inhaltlich sind BSV und BSO weitgehend äquivalent.

## Geschichte
Die Binnenschifffahrtsverordnung wurde am 8. November 1978 vom Bundesrat erlassen, gestützt auf Artikel 56 des Bundesgesetzes über die Binnenschifffahrt vom 3. Oktober 1975, das seinerseits aufgrund von Artikel 24ter der Bundesverfassung vom 29. Mai 1874 erlassen wurde. Dieser Artikel entspricht Artikel 87 der Bundesverfassung von 1999, der dem Bund die alleinige Kompetenz zuteilt, Gesetze über die Schifffahrt zu erlassen. Später wurden in der BSV Artikel zur Ausführung des Bundesgesetzes vom 6. Oktober 1995 über die technischen Handelshemmnisse ergänzt.

## Inhalt
Die Verkehrsregeln für Schiffe auf Schweizer Gewässern entsprechen im Wesentlichen den international gültigen Kollisionsverhütungsregeln, auch wenn diese nicht explizit erwähnt werden. Im Folgenden werden einige der wichtigsten Regeln aufgeführt.

### Schiffsführung / Ausweise
Jedes Schiff braucht einen verantwortlichen Schiffsführer (Kapitän, Skipper), der an Bord die Befehlsgewalt innehat und dessen Anweisungen Besatzung und sämtliche an Bord befindlichen Personen befolgen müssen. Der Schiffsführer muss einen Führerausweis erwerben, falls das Schiff eine Antriebsleistung von mehr als 6 kW ausweist oder die Segelfläche 12 m2 übersteigt. Wie in der Seefahrt generell üblich muss sich der Schiffsführer lediglich an Bord des Schiffes befinden, er braucht es nicht selbst zu steuern. Aus diesem Grund gibt es auch keine Lernfahrausweise für Schiffsführer. Zur Erlangung eines Schiffsführerausweises muss eine theoretische und eine praktische Prüfung abgelegt werden.
Schiffe brauchen einen Schiffsausweis (vergleichbar mit einem Fahrzeugausweis), sofern sie länger als 2,5 m sind. Diese müssen auch mit Kennzeichen versehen sein. Schiffe konzessionierter Schifffahrtsunternehmen werden statt mit einer Nummer mit dem Schiffsnamen gekennzeichnet. Schiffsnamen sind auch in der Freizeitschifffahrt üblich, werden jedoch in der Verordnung nicht erwähnt. Der Schiffsausweis gibt unter anderem Auskunft über die maximal zulässige Passagierzahl, die Nutzlast und den Namen der Versicherungsgesellschaft, bei der die Haftpflichtversicherung abgeschlossen ist (falls erforderlich). Es gibt eine Ausrüstungspflicht für sämtliche Schiffe, auch für Sportboote. Die Vollständigkeit der Ausrüstung sowie die vorgeschriebenen Wartungsintervalle (für Maschine, Feuerlöscher, Gasinstallationen etc.) werden bei der regelmässigen Schiffskontrolle (bei den meisten Schiffen alle 3 Jahre) überprüft.

### Lichterführung
Die Vorschriften zur Lichterführung entsprechen weitgehend den entsprechenden internationalen Vorschriften, es gibt allerdings einige Abweichungen bezüglich der Schiffslänge. So dürfen etwa Segelschiffe unter Segeln unabhängig von ihrer Länge mit einem weissen Rundumlicht (zum Beispiel dem Ankerlicht) verkehren. Kursschiffe führen tagsüber einen grünen Ball und nachts ein grünes Rundumlicht über dem Topplicht. Sie haben Vortritt vor anderen Schiffen.

### Schifffahrtszeichen
Schifffahrtszeichen sind die „Verkehrsschilder“ der Schifffahrt. Die in der Schweiz verwendeten Schilder sind mit denen in Deutschland weitgehend identisch, sie finden sich daher in der Bildtafel der Schifffahrtszeichen auf dem Bodensee.

### Regeln für Fahrt und Stillliegen
Die Verkehrsregeln entsprechen inhaltlich den international gültigen Kollisionsverhütungsregeln, die mit einigen Präzisierungen ergänzt wurden. Es haben Kursschiffe Vortritt vor Güterschiffen, diese vor Berufsfischern, diese vor Segelschiffen, diese vor Ruderbooten, diese vor Motorbooten und diese schliesslich vor Drachensegelbrettern und Surfern. Die Ausweichregeln innerhalb der gleichen Kategorie sind die international üblichen: Motorboote weichen nach Steuerbord aus, wenn ein Schiff von vorne entgegenkommt und müssen ausweichen, wenn ein anderes Schiff von Steuerbord kommt. Für Segelboote gilt „Backbordbug vor Steuerbordbug“ und „Lee vor Luv“.
Motorschiffe dürfen die Uferzone nur auf kürzestem Weg durchqueren und dabei nicht schneller als 10 km/h fahren. Verboten ist das Befahren von Wasserpflanzen oder Schilfgürteln.
Das Ankern ist grundsätzlich überall gestattet, ausgenommen im Bereich von Wasserpflanzen oder deren Nähe und im Bereich von Kursbuchstrecken oder bei Hafeneinfahrten.
Für Flüsse und Kanäle gelten einige besondere Bestimmungen. Es herrscht grundsätzlich „Rechtsverkehr“, d. h. die Schiffe weichen einander nach Steuerbord aus. Falls ein Kreuzen nicht gefahrlos möglich ist, muss das zu Berg (in Richtung der Quelle) fahrende Schiff die Vorbeifahrt des zu Tal fahrenden Schiffes abwarten.

### Notsignale
Als Notsignale gelten:
- Kreisförmiges Schwenken der sogenannten „Notflagge“, einer 60 × 60 cm grossen roten Flagge
- Kreisförmiges Schwenken eines Lichtes oder eines anderen geeigneten Gegenstandes
- Abfeuern rotbrennender Raketen oder sonstiger rote Leuchtsignale
- Abgabe einer Folge langer Töne
- das Morsezeichen SOS mit akustischen oder optischen Mitteln
- Glockenschläge
- langsames und wiederholtes Heben und Senken der nach beiden Seiten ausgestreckten Arme

### Besondere Bestimmungen
Nautische Veranstaltungen wie Wettfahren, Festlichkeiten oder ähnliches sind bewilligungspflichtig.
Der Transport wassergefährdender Güter ist verboten. Der Transport von Treibstoffen auf dem Wasserweg ist also nicht zulässig. Ausgenommen ist der Transport von Tanklastwagen auf den Fährstrecken Horgen-Meilen und Beckenried-Gersau.

### Bauvorschriften
Die Verordnung gibt auch einige für den Bau und die Inverkehrsetzung von Schiffen gültige Vorschriften wieder, darunter das nötige Freibord, Sicherheitsvorschriften betreffend der Maschine oder zu Lenzanlagen.

## Anhänge
Zur Verordnung gehören insgesamt 33 Anhänge, mit zusammen mehr Seiten als der Verordnungstext selber. Die wichtigsten sind der Anhang 2, in dem die Lichterführung für sämtliche Schiffe erläutert wird, der Anhang 3 mit den Schallzeichen der Schiffe sowie Anhang 4 mit den Sichtzeichen (Verkehrsschildern). Die restlichen Anhänge beschreiben die Form von Schiffsführer- und Schiffsausweisen und ihren Inhalt, die Ausstellung weiterer Dokumente sowie etwa die Vermessungsvorschrift für die Segelfläche eines Segelbootes. Die offiziell vermessene Segelfläche, die sich aus Vorsegel- und Grosssegeldreieck errechnet, wird im Schiffsausweis eingetragen und ist massgeblich für die zu entrichtende Wasserverkehrssteuer sowie zur Beurteilung, ob für ein Schiff ein Schiffsführerausweis erforderlich ist. Die tatsächlich gesetzte Segelfläche kann davon erheblich (auch nach oben) abweichen, etwa durch die Verwendung einer Genua oder eines Spinnakers.
Anhang 15 enthält die Vorschriften zur Mindestausrüstung. Weitere Anhänge beschreiben den Inhalt von Schiffsführerprüfungen und die Baumuster- und Qualitätskontrollen für die Zulassung neuer Schiffe oder Schiffsteile.

## Strafbestimmungen
Die Verordnung enthält keinerlei Angaben zu Strafbestimmungen oder Strafandrohungen im Falle einer Übertretung der enthaltenen Vorschriften. Einige Kantone haben für die in ihrem Gebiet liegenden Gewässer ein Bussenreglement erlassen, das einige einfache Übertretungen direkt mit einer Busse belegt. Übertretungen ausserhalb des Bussenkataloges führen zu einer Verzeigung.

## Quelle
- Verordnung vom 8. November 1978 über die Schifffahrt auf schweizerischen Gewässern (Binnenschifffahrtsverordnung, BSV) (SR 747.201.1)